# Trasporti in Costa d'Avorio
Questa voce raccoglie le principali tipologie di Trasporti in Costa d'Avorio.

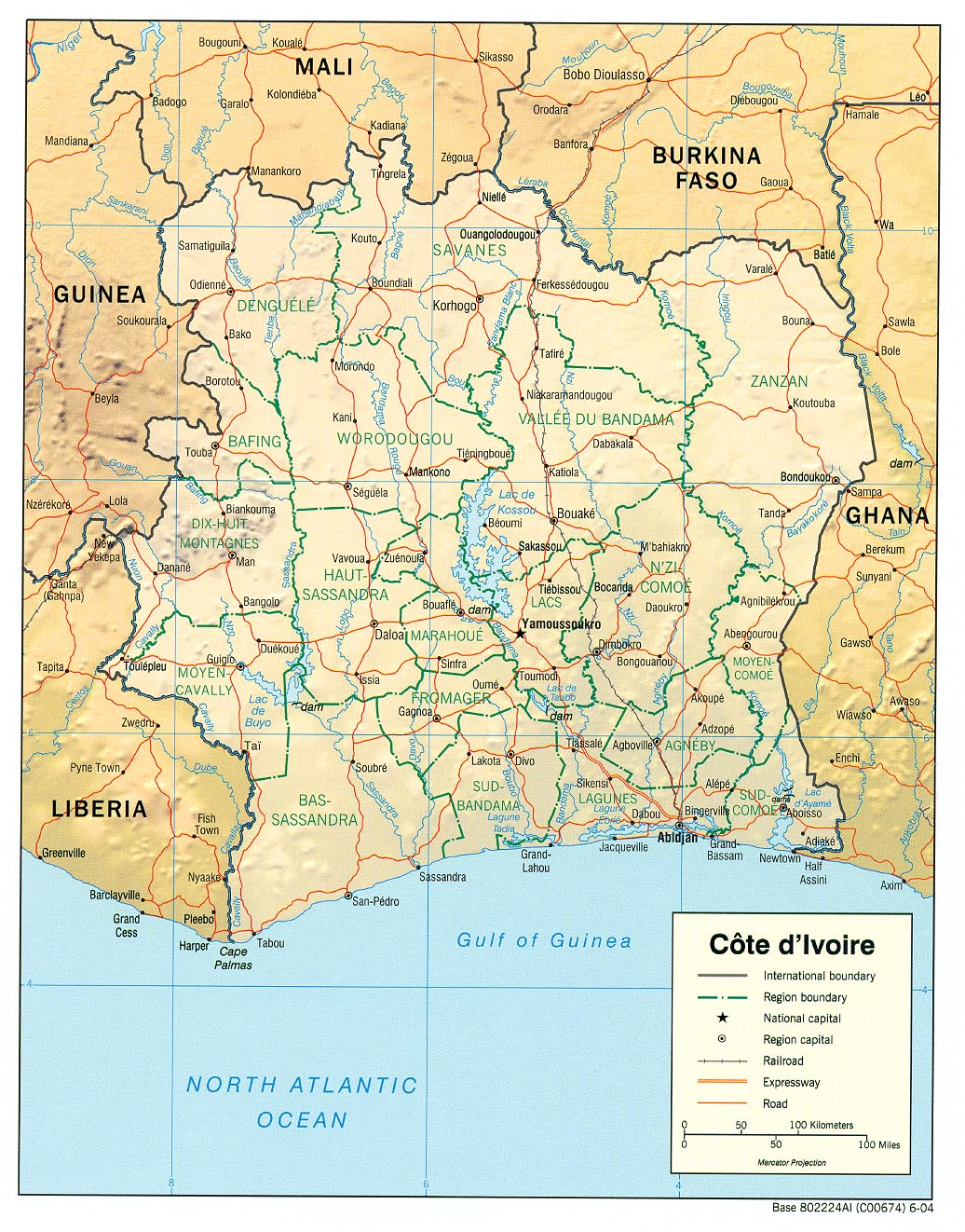
Costa d'Avorio: carta geopolitica con rete ferroviaria e stradale.

## Trasporti su rotaia

### Rete ferroviaria
In totale: 660 km di linee ferroviarie (dati 1995)
- scartamento ridotto (1000 mm): 660 km, 25 dei quali a doppio binario
- Collegamento a reti estere contigue
  - assente
    - con cambio di scartamento
      - 1000/1067 mm: Ghana
      - 1000/1435 e 1067 mm: Liberia

    - con stesso scartamento: Guinea e Mali

  - presente
    - con stesso scartamento: Burkina Faso.

### Reti metropolitane
Non esistono sistemi di metropolitana attualmente in funzione in Costa d'Avorio; è in fase di costruzione la metropolitana di Abidjan.

### Reti tranviarie
Anche il servizio tranviario è assente.

## Trasporti su strada

### Rete stradale
Strade pubbliche: in totale 50.400 km (dati 1996)
- asfaltate: 4.889 km
- bianche: 45.511 km.

### Reti filoviarie
Attualmente in Costa d'Avorio non esistono filobus. 

### Autolinee
Nella capitale ufficiale, Yamoussoukro, ed in poche altre zone abitate, operano aziende pubbliche e private che gestiscono i trasporti urbani, suburbani ed interurbani esercitati con autobus.

## Porti e scali
- Abidjan, Aboisso, Dabou e San-Pedro.

## Trasporti aerei

### Aeroporti
In totale: 36 (dati 1999)
con piste di rullaggio pavimentate
- oltre 3047 m: 1
- da 2438 a 3047 m: 2
- da 1524 a 2437 m: 4
- da 914 a 1523 m: 0
- sotto 914 m: 0

con piste di rullaggio non pavimentate
- oltre 3047 m: 0
- da 2438 a 3047 m: 0
- da 1524 a 2437 m: 8
- da 914 a 1523 m: 12
- sotto 914 m: 9.